# USS LST-73
O USS LST-73 foi um navio de guerra norte-americano da classe LST que operou durante a Segunda Guerra Mundial.